# Wahlen 2012
◄◄ | ◄ | 2008 | 2009 | 2010 | 2011 | Wahlen 2012 | 2013 | 2014 | 2015 | 2016 | ► | ►►

Weitere Ereignisse

Blau: Länder, in denen 2012 Präsidentschaftswahlen stattfanden

Die hier aufgeführten Wahlen und Referenden fanden im Jahr 2012 in Nationalstaaten statt.
Bei weitem nicht alle aufgeführten Wahlen wurden nach international anerkannten demokratischen Standards durchgeführt. Diese Liste enthält auch Scheinwahlen in Diktaturen ohne Alternativkandidaten oder Wahlen, die durch massiven Wahlbetrug oder ohne fairen, gleichrangigen Zugang der konkurrierenden Kandidaten oder Parteien zu den Massenmedien zustande gekommen sind.
Aufgrund der großen Zahl der Wahlen, die jedes Jahr weltweit durchgeführt werden, kann die Liste keinen Anspruch auf Vollständigkeit erheben. Angestrebt wird auf jeden Fall die Auflistung sämtlicher Wahlen von mindestens nationaler Bedeutung.

## Termine
| Land                    | Datum        | Wahl 2012 | letzte Wahl                | Bemerkung |
| ----------------------- | ------------ | --- | -------------------------- | --- |
| Ägypten                 | 3. Jan.      | Parlamentswahl in Ägypten                                                                                         | 2010                       | Letzte von drei Stufen der Wahlen, die am 28. November 2011 begannen |
| Kiribati                | 13. Jan.     | Präsidentschaftswahl in Kiribati                                                                                  |                            | |
| Taiwan                  | 14. Jan.     | Wahlen zum Legislativ-Yuan und Präsidentenwahl                                                                    | 2008 und 2008              | |
| Kasachstan              | 15. Jan.     | Parlamentswahl in Kasachstan                                                                                      |                            | Vorzeitige Parlamentswahl |
| Finnland                | 22. Jan.     | Präsidentschaftswahl in Finnland                                                                                  | 2006                       | Stichwahl am 5. Februar |
| Kroatien                | 22. Jan.     | Referendum im Rahmen der Beitrittsverhandlungen Kroatiens mit der EU                                              |                            | |
| Ägypten                 | 29. Jan.     | Wahl zur Schura in Ägypten                                                                                        | 2010                       | 1. Wahlgang. Die Madschlis al-Schura ist das Oberhaus Ägyptens. Der Wahltermin wurde als Folge der Revolution in Ägypten 2011 vorgezogen.                                                                   |
| Kuwait                  | 2. Feb.      | Parlamentswahl in Kuwait                                                                                          | 2009                       | [ 4 ] |
| Finnland                | 5. Feb.      | Präsidentschaftswahl in Finnland                                                                                  | 2006                       | Stichwahl |
| Indien                  | 5.–3. März   | Regionalwahl in Uttar Pradesh                                                                                     |                            | [ 5 ] |
| Ägypten                 | 14. Feb.     | Wahl zur Schura in Ägypten                                                                                        | 2010                       | 2. Wahlgang. Geplant waren zunächst drei Wahlgänge; die Verkürzung auf zwei Wahlgänge wurde am 1. Januar 2012 bekanntgegeben.                                                                               |
| Turkmenistan            | 12. Feb.     | Präsidentschaftswahl in Turkmenistan                                                                              |                            | [ 8 ] |
|                         | 14.–15. Feb. | Referendum im Nordkosovo                                                                                          |                            | [ 9 ] |
| Lettland                | 18. Feb.     | Sprachreferendum in Lettland                                                                                      |                            | |
| Jemen                   | 21. Feb.     | Präsidentschaftswahl im Jemen                                                                                     | 2006                       | Der Termin wurde am 27. November 2011 bekanntgegeben, nachdem Präsident Ali Abdullah Salih ein Abkommen zur Machtübergabe unterzeichnet hatte.                                                              |
| Senegal                 | 26. Feb.     | Präsidentschaftswahl in Senegal                                                                                   | 2007                       | Stichwahl am 25. März |
| Syrien                  | 26. Feb.     | Verfassungsreferendum in Syrien                                                                                   |                            | Aufgrund der Aufstände in Syrien kündigte Baschar al-Assad ein Referendum über eine neue Verfassung an |
| Iran                    | 2. März      | Parlamentswahl im Iran                                                                                            | 2008                       | |
| Russland                | 4. März      | Russische Präsidentschaftswahlen                                                                                  | 2008                       | |
| Belize                  | 7. März      | Parlamentswahl in Belize                                                                                          | 2008                       | |
| Slowakei                | 10. März     | Parlamentswahl in der Slowakei                                                                                    | 2010                       | |
| El Salvador             | 11. März     | Parlamentswahl in El Salvador                                                                                     | 2009                       | |
| Osttimor                | 17. März     | Präsidentschaftswahlen in Osttimor                                                                                | 2007                       | 1. Wahlgang, Stichwahl im April möglich |
| Guinea-Bissau           | 18. März     | Präsidentschaftswahl in Guinea-Bissau                                                                             |                            | Vorzeitige Neuwahl wegen Todes des bisherigen Präsidenten Malam Bacai Sanhá, 1. Wahlgang. Nach einem Militärputsch am 12. April war fraglich, ob der 2. Wahlgang wie geplant am 29. April stattfindet.      |
| Deutschland             | 18. März     | Wahl des Bundespräsidenten                                                                                        | 2010                       | Neuwahl nach dem Rücktritt von Christian Wulff am 17. Februar 2012 |
| Gambia                  | 24. März     | Parlamentswahlen in Gambia                                                                                        | 2007                       | |
| Deutschland             | 25. März     | Landtagswahl im Saarland                                                                                          | 2009                       | vorgezogene Neuwahlen |
| Senegal                 | 25. März     | Präsidentschaftswahl in Senegal                                                                                   | 2007                       | Stichwahl |
| Spanien                 | 25. März     | Regionalratswahlen in Andalusien                                                                                  |                            | [ 16 ] [ 17 ] [ 18 ] |
| Myanmar                 | 1. April     | Nachwahlen in Myanmar                                                                                             | 2010                       | 45 von 664 Sitzen werden neu besetzt |
| Südkorea                | 11. April    | Parlamentswahl in Südkorea                                                                                        | 2008                       | |
| Frankreich              | 22. April    | Französische Präsidentschaftswahl                                                                                 | 2007                       | 1. Wahlgang, Stichwahl am 6. Mai |
| Mali                    | 22. April    | Präsidentschaftswahl in Mali (abgesagt)                                                                           |                            | April-Termin abgesagt nach Militärputsch |
| Vereinigtes Königreich  | 3. Mai       | Kommunalwahl und Bürgermeisterwahl London                                                                         |                            | [ 20 ] |
| Iran                    | 4. Mai       | Stichwahl der Parlamentswahl im Iran                                                                              | 2008                       | [ 22 ] [ 23 ] [ 24 ] [ 25 ] |
| Armenien                | 6. Mai       | Parlamentswahlen                                                                                                  |                            | [ 26 ] [ 27 ] [ 28 ] |
| Deutschland             | 6. Mai       | Landtagswahl in Schleswig-Holstein                                                                                | 2009                       | vorgezogene Neuwahlen |
| Frankreich              | 6. Mai       | Französische Präsidentschaftswahl                                                                                 | 2007                       | Stichwahl zwischen François Hollande und Nicolas Sarkozy |
| Griechenland            | 6. Mai       | Parlamentswahl in Griechenland                                                                                    | 2009                       | vorgezogene Neuwahlen nach dem Rücktritt der Regierung Papandreou im November 2011; Zunächst für den 19. Februar vorgesehen, dann am 6. Mai abgehalten.                                                     |
| Serbien                 | 6. Mai       | Parlamentswahl in Serbien                                                                                         | 2008                       | |
| Serbien                 | 6. Mai       | Präsidentschaftswahlen in Serbien                                                                                 | 2008                       | vorgezogene Neuwahlen nach dem Rücktritt von Präsident Boris Tadić am 5. April 2012 |
| Italien                 | 6.–7. Mai    | Kommunalwahlen 2012                                                                                               |                            | |
| Syrien                  | 7. Mai       | Parlamentswahl in Syrien                                                                                          | 2007                       | Der Termin zur Neuwahl des syrischen Volksrates wurde am 8. März 2012 von Präsident Baschar al-Assad bekanntgegeben.                                                                                        |
| Algerien                | 10. Mai      | Parlamentswahl in Algerien                                                                                        | 2007                       | |
| Deutschland             | 13. Mai      | Landtagswahl in Nordrhein-Westfalen                                                                               | 2010                       | vorgezogene Neuwahl nach der Selbstauflösung des Landtages am 14. März 2012. |
| Dominikanische Republik | 20. Mai      | Präsidentschaftswahl in der Dominikanischen Republik                                                              | 2008                       | |
| Serbien                 | 20. Mai      | Stichwahl der Präsidentschaftswahlen in Serbien                                                                   | 2008                       | vorgezogene Neuwahlen nach dem Rücktritt von Präsident Boris Tadić am 5. April 2012 |
| Ägypten                 | 23. Mai      | Präsidentschaftswahl in Ägypten                                                                                   | 2005                       | |
| Madagaskar              | 24. Mai      | Parlamentswahl in Madagaskar                                                                                      | 2006                       | Termin 2012 verschoben |
| Madagaskar              | 24. Mai      | Präsidentschaftswahl in Madagaskar                                                                                | 2006                       | ursprünglich für 2011 geplant, auch Termin 2012 verschoben |
| Lesotho                 | 26. Mai      | Parlamentswahl in Lesotho                                                                                         | 2007                       | [ 40 ] |
| Irland                  | 31. Mai      | Referendum zum Europäischen Fiskalpakt                                                                            |                            | [ 41 ] [ 42 ] [ 43 ] |
| Vereinigte Staaten      | 5. Juni      | Gouverneurswahl in Wisconsin                                                                                      | 2010                       | |
| Japan                   | 10. Juni     | Parlamentswahl in der Präfektur Okinawa                                                                           |                            | |
| Frankreich              | 10. Juni     | Parlamentswahl in Frankreich                                                                                      | 2007                       | 1. Wahlrunde |
| Ägypten                 | 16.–17. Juni | Ägyptische Präsidentschaftswahl                                                                                   |                            | Stichwahl zwischen Mohammed Mursi (Freiheits- und Gerechtigkeitspartei) und dem unabhängigen Kandidaten Ahmad Schafiq, früherer Premierminister und Minister unter dem gestürzten Präsidenten Husni Mubarak |
| Frankreich              | 17. Juni     | Französische Parlamentswahlen                                                                                     | 2007                       | 2. Wahlrunde |
| Griechenland            | 17. Juni     | Parlamentswahl in Griechenland                                                                                    | Mai 2012                   | vorgezogene Neuwahlen nur sechs Wochen nach der Wahl vom 6. Mai 2012, die keine regierungsfähige Mehrheit erbrachte                                                                                         |
| Papua-Neuguinea         | 24. Juni     | Parlamentswahlen in Papua-Neuguinea                                                                               |                            | [ 44 ] [ 45 ] [ 46 ] [ 47 ] |
| Mongolei                | 28. Juni     | Parlamentswahl in der Mongolei                                                                                    | 2008                       | |
| Island                  | 30. Juni     | Präsidentschaftswahl in Island                                                                                    | 2008                       | |
| Island                  | 30. Juni     | Verfassungsreferendum in Island 2012                                                                              |                            | |
| Mexiko                  | 1. Juli      | Präsidentschafts- und Parlamentswahl in Mexiko                                                                    | 2006 (Präs.); 2009 (Parl.) | Wahl des Präsidenten und des Kongresses |
| Senegal                 | 1. Juli      | Parlamentswahl in Senegal                                                                                         | 2007                       | |
| Libyen                  | 7. Juli      | Wahl zur Verfassunggebenden Versammlung Libyens                                                                   |                            | |
| Osttimor                | 7. Juli      | Parlamentswahlen in Osttimor                                                                                      |                            | |
| Republik Kongo          | 15. Juli     | Parlamentswahl in der Republik Kongo                                                                              | 2007                       | |
| Indien                  | 19. Juli     | Präsidentschaftswahl in Indien                                                                                    | 2007                       | |
|                         | 19. Juli     | Präsidentenwahl in Bergkarabach                                                                                   |                            | |
| Rumänien                | 29. Juli     | Volksabstimmung zur Amtsenthebung des rumänischen Präsidenten Traian Băsescu                                      |                            | Staatskrise in Rumänien 2012 |
| Angola                  | 31. Aug.     | Parlamentswahl in Angola                                                                                          |                            | |
| Kanada                  | 4. Sep.      | Parlamentswahlen in Québec                                                                                        | 2008                       | [ 52 ] |
| Hongkong                | 9. Sep.      | Parlamentswahlen in Hongkong                                                                                      |                            | [ 53 ] [ 54 ] |
| Somalia                 | 10. Sep.     | Präsidentschaftswahlen in Somalia                                                                                 |                            | [ 55 ] |
| Niederlande             | 12. Sep.     | Parlamentswahl in den Niederlanden                                                                                | 2010                       | vorzeitige Parlamentswahlen nach Rücktritt der Regierung am 23. April 2012 |
| Belarus                 | 23. Sep.     | Parlamentswahl in Belarus                                                                                         | 2008                       | [ 58 ] |
| Georgien                | 1. Okt.      | Parlamentswahl in Georgien                                                                                        | 2008                       | |
| Bosnien und Herzegowina | 7. Okt.      | Kommunalwahlen in Bosnien und Herzegowina                                                                         |                            | [ 59 ] [ 60 ] |
| Österreich              | 7. Okt.      | Gemeinderatswahlen im Burgenland                                                                                  |                            | |
| Venezuela               | 7. Okt.      | Präsidentschaftswahl in Venezuela                                                                                 | 2006                       | Die Wahl wurde um 2 Monate vorgezogen |
| Tschechien              | 12.–13. Okt. | Teilwahlen zum Tschechischen Senat                                                                                | 2010                       | Reguläre Wahl eines Drittels des Senats – 1. Runde |
| Belgien                 | 14. Okt.     | Gemeinderats- und Provinzratswahlen in Belgien                                                                    |                            | |
| Litauen                 | 14. Okt.     | Parlamentswahl in Litauen                                                                                         | 2008                       | |
| Litauen                 | 14. Okt.     | Referendum über den Bau eines Kernkraftwerks                                                                      |                            | |
| Montenegro              | 14. Okt.     | Parlamentswahl in Montenegro                                                                                      | 2009                       | [ 63 ] [ 64 ] |
| Russland                | 14. Okt.     | Russland: Gouverneurswahl sowie Abstimmungen über neue Regionalparlamente und Bürgermeister                       |                            | [ 65 ] |
| Tschechien              | 19.–20. Okt. | Teilwahlen zum Tschechischen Senat                                                                                | 2010                       | Reguläre Wahl eines Drittels des Senats – Stichwahlen |
| Palästina               | 20. Okt.     | Kommunalwahlen |                            | [ 66 ] |
| Spanien                 | 21. Okt.     | Regionalwahl in Galicien und vorgezogene Wahlen zum Regionalparlament im Baskenland                               |                            | [ 67 ] [ 68 ] |
| Brasilien               | 28. Okt.     | Bürgermeisterwahlen in 50 brasilianischen Großstädten durch insges. 32 Millionen Menschen                         |                            | [ 69 ] |
| Chile                   | 28. Okt.     | Kommunalwahlen in Chile                                                                                           |                            | [ 70 ] [ 71 ] |
| Finnland                | 28. Okt.     | Kommunalwahlen in Finnland                                                                                        | 2008                       | |
| Italien                 | 28. Okt.     | Regionalwahl in Sizilien                                                                                          | 2008                       | [ 72 ] [ 73 ] [ 74 ] [ 75 ] [ 76 ] |
| Litauen                 | 28. Okt.     | Stichwahl der Parlamentswahl in Litauen                                                                           | 2008                       | |
| Ukraine                 | 28. Okt.     | Ukrainische Parlamentswahlen                                                                                      | 2007                       | |
| Österreich              | 4. Nov.      | Stichwahl der Bürgermeisterdirektwahlen im Burgenland                                                             |                            | |
| Palau                   | 6. Nov.      | Präsidentschaftswahl in Palau                                                                                     |                            | [ 77 ] [ 78 ] [ 79 ] [ 80 ] [ 81 ] [ 82 ] |
| Vereinigte Staaten      | 6. Nov.      | Präsidentschaftswahl in den Vereinigten Staaten                                                                   | 2008                       | |
| Vereinigte Staaten      | 6. Nov.      | Wahl zum Repräsentantenhaus der Vereinigten Staaten                                                               | 2010                       | |
| Vereinigte Staaten      | 6. Nov.      | Senatswahlen in den Vereinigten Staaten                                                                           | 2010                       | Wahl der 33 Sitze der Klasse I |
| Vereinigte Staaten      | 6. Nov.      | Gouverneurswahlen in den Vereinigten Staaten                                                                      | 2008                       | 11 Bundesstaaten, zusätzlich Puerto Rico und Amerikanisch-Samoa |
| Nicaragua               | 5. Nov.      | Kommunalwahlen in Nicaragua                                                                                       |                            | [ 83 ] |
| Vereinigte Staaten      | 6. Nov.      | Status-Referendum in Puerto Rico                                                                                  |                            | |
| Turks- und Caicosinseln | 9. Nov.      | Wahlen auf den Turks- und Caicosinseln                                                                            |                            | |
| Irland                  | 10. Nov.     | Referendum über neue Kinderrechte                                                                                 |                            | [ 84 ] |
| San Marino              | 11. Nov.     | Parlamentswahl in San Marino                                                                                      | 2008                       | [ 85 ] |
| Slowenien               | 11. Nov.     | Präsidentschaftswahl in Slowenien                                                                                 |                            | [ 86 ] [ 87 ] |
| England und Wales       | 15. Nov.     | Wahl der Polizei- und Kriminalbeamten                                                                             |                            | |
| Sierra Leone            | 17. Nov.     | Präsidentschaftswahl in Sierra Leone                                                                              | 2007                       | [ 88 ] |
| Sierra Leone            | 17. Nov.     | Parlamentswahl in Sierra Leone                                                                                    |                            | [ 89 ] |
| Japan                   | 18. Nov.     | Gouverneurswahlen in Tochigi                                                                                      |                            | |
| Spanien                 | 25. Nov.     | Vorgezogene Wahlen zum Regionalparlament in Katalonien                                                            | 2010                       | [ 90 ] |
| Algerien                | 29. Nov.     | Kommunalwahlen in Algerien                                                                                        |                            | [ 91 ] [ 92 ] [ 93 ] |
| Kuwait                  | 1. Dez.      | Parlamentswahl in Kuwait                                                                                          | 2012                       | [ 94 ] [ 95 ] |
| Burkina Faso            | 2. Dez.      | Parlaments- und Kommunalwahlen in Burkina Faso                                                                    | 2010                       | [ 96 ] [ 97 ] [ 98 ] [ 99 ] |
| Slowenien               | 2. Dez.      | Stichwahl der Präsidentschaftswahl in Slowenien                                                                   |                            | [ 86 ] [ 100 ] [ 101 ] [ 102 ] [ 103 ] |
| Ghana                   | 7. Dez.      | Präsidentschafts- und Parlamentswahl in Ghana                                                                     | 2008                       | [ 104 ] |
| Rumänien                | 9. Dez.      | Parlamentswahl in Rumänien                                                                                        | 2008                       | [ 105 ] |
| Ägypten                 | 15. Dez.     | Verfassungsreferendum                                                                                             |                            | [ 106 ] |
| Japan                   | 16. Dez.     | Unterhauswahl in Japan                                                                                            | 2009                       | [ 107 ] |
| Venezuela               | 16. Dez.     | Regionalwahlen in Venezuela                                                                                       |                            | [ 108 ] |
| Südkorea                | 19. Dez.     | Präsidentschaftswahl in Südkorea                                                                                  | 2007                       | |
| Ägypten                 | 22. Dez.     | 2. Runde des Verfassungsreferendums                                                                               |                            | [ 109 ] |
| Schweiz                 |              | Wahlen in mehreren Kantonen                                                                                       |                            | Waadt, Schwyz, St. Gallen, Uri, Thurgau, Aargau, Basel-Stadt, Schaffhausen |
| Japan                   |              | Gouverneurswahlen in mindestens acht Präfekturen, Bürgermeisterwahl in der regierungsdesignierten Großstadt Kyōto |                            | Kumamoto, Kagoshima, Yamaguchi, Niigata, Toyama, Okayama, Tochigi, Tokio |

### Wahlen zu mehreren Terminen
| Staat       | Staat   | Wahl/Abstimmung                     | Kategorie                    |
| ----------- | ------- | ----------------------------------- | ---------------------------- |
| Deutschland | Sachsen | Bürgermeisterwahlen in Sachsen 2012 | Bürgermeisterwahl in Sachsen |